# Muziektheorie
Muziektheorie is de leer van systematiek in de westerse (kunst)muziek.
Basisbegrippen hierbij zijn onder meer melodie, harmonieleer, contrapunt, toonladder, interval, akkoord, ritme, vormleer. De muziektheorie is een onderdeel van de musicologie naast vakgebieden als muziekgeschiedenis van de westerse kunstmuziek.

## Toonschalen, toonladders en toonsoorten
Het westerse toonstelsel bestaat uit een verdeling binnen een octaaf van twaalf halve toonschreden. Uit dit toonmateriaal worden doorgaans 7 gebruikt om een toonladder te vormen. Van een toonladder spreekt men doorgaans wanneer een tonaal centrum (ofwel een tonica) waarneembaar is. De meest voorkomende toonladders zijn de majeurtoonladder en mineurtoonladder, ook genoemd respectievelijk de grote tertstoonladder (informeel: grote ladder), kleine tertstoonladder (informeel: kleine ladder). Deze ladders hebben inclusief grondtoon en octaaf dus acht tonen. (De eerste en de achtste toon hebben een intervalverschil van één rein octaaf). De tussengelegen tonen hebben bij deze ladders niet allemaal dezelfde afstand tot elkaar. Er zijn tonen die een hele toonafstand ten opzichte van elkaar hebben, maar ook een halve toonafstand. In zigeunertoonladders komen ook afstanden van anderhalve toonafstand voor.
De huidige in het westen gebruikelijke gelijkzwevende stemming is logaritmisch van aard en een afgeleide van de reine stemming. Hoewel de toonladders die in de diverse muzikale tradities van de wereld zijn ontstaan vaak flink verschillen, is de overeenkomst tussen deze toonschalen en de reine stemming universeel gebaseerd op aliquoten, eenvoudige breukverhoudingen tussen de onderliggende frequenties.
Op elk van de twaalf verschillende tonen in het reine octaaf zijn er mineur- en majeurtoonladders te construeren. Aan het begin van de notenbalk, exact op de betreffende toonlijnen worden de voortekens ofwel kruisen (#) of mollen (b) geplaatst, ter verhoging of verlaging van bepaalde tonen, zodat alle toonafstanden van de toonladder aan het majeur- of oorspronkelijk mineurafstandsschema voldoen in een bepaalde toonsoort.
Modulatie is het binnen een muziekstuk overgaan van de ene in een andere toonsoort.
Een aantal mensen, waaronder vaak vocalisten en muzikanten, beschikt over een absoluut gehoor.

## Melodie
Een melodie is een zodanige ritmische opeenvolging van verschillende toonhoogten, dat er een gestalte ontstaat, een melodische vorm met een begin, een ontplooiing, en een einde. In een muzikale compositie kan een melodie worden herhaald, eventueel afgewisseld met een refrein. Ook worden vaak variaties op de melodie gemaakt, bijvoorbeeld door een andere toonsoort te gebruiken, of door enkele tonen of noten te veranderen.

## Harmonie
Van harmonie is sprake, wanneer er meerdere en verschillende tonen tegelijk klinken. In de striktere zin wordt onder harmonie verstaan: de opeenvolging van akkoorden. In de ruimere zin wordt onder harmonie verstaan: de omgang met samenklanken binnen een stuk of stijl.
Rond 1600 ontstond het harmonisch denken in akkoorden en het luisteren naar hun grondtonen. In deze functionele harmonie zijn drie functies: Tonica (grondtoon), Dominant (spanningspunt) en Subdominant (ontspanningspunt en stuwing naar de dominant). Door een afwisseling van spanning en ontspanning ontstaat de ervaring van een grondtoon en een toonsoort (tonaliteit). Een functionele akkoordopeenvolging definieert de toonsoort en heet: cadens.
Gedurende de drie opeenvolgende eeuwen (1600-1900) werden steeds ingewikkelder akkoorden en cadensen gebruikt. Zo gebruikte bijvoorbeeld Chopin regelmatig passages met niet-functionele parallel-harmonie, en ontwikkelde Wagner zwevende tonaliteit, waarbij een (functionele) grondtoon niet meer aanwezig of te herkennen is.
In het begin van de twintigste eeuw werd door een aantal componisten het werken met toonsoorten verlaten. Zo ontwikkelde Arnold Schönberg atonaliteit door middel van dodecafonie, een opzettelijk grondtoonloze muziek, waarbij geen toon belangrijker mocht zijn dan de andere. Schönberg noemde dit overigens zelf: pantonaliteit, maar deze term heeft geen algemene ingang gevonden.
In navolging van Debussy en Ravel wordt in eigentijdse Jazz veelvuldig gebruikgemaakt van modale harmonie en afwijkende akkoordbouw. 
In niet-westerse muziek zijn andere notaties gebruikelijk. In de microtonale muziek experimenteren componisten met toonschalen die afwijken van de gebruikelijke Westerse schaal en de niet-westerse schalen.